# Francisco Martínez Yago
Francisco Martínez y Yago (1814-1895) fue un pintor español, padre de Salvador Martínez Cubells.

## Biografía
Nació en la localidad valenciana de Paiporta el 2 de noviembre de 1814, y estudió los principios de su arte bajo la dirección de Francisco Grau, completando después su instrucción con Francisco Llacer y Miguel Parra, al propio tiempo que asistía a las clases de la Academia de San Carlos, en las que obtuvo los primeros premios y alcanzó la mayor estimación de sus maestros y compañeros. Dicha corporación, en sesión de 3 de noviembre de 1844, acordó expedir en su favor el título de académico supernumerario por la pintura, y en la de 30 de mayo de 1847 el de académico supernumerario en la de Historia. En 1848 fue nombrado, por fallecimiento de Pedro Pérez, conserje de aquella academia, de cuya plaza tomó posesión el 16 de marzo de 1849. Son muchos los cuadros que pintó para particulares y corporaciones, entre otros el de San Bruno, tamaño natural, que existía en la iglesia de la Compañía; Una Asunción para el altar mayor de la iglesia parroquial de Torrente; Diana y sus ninfas sorprendidas por Acteon, Ninfas sorprendidas por sátiros, Neptuno y Anfitrite y El Juicio de Paris, obras todas hechas por encargo del conde de Parsent.
Hacia la década de 1880 se hallaba dedicado exclusivamente a la restauración, género en que fue especialista, habiendo restaurado cincuenta y cuatro cuadros de la catedral de Valencia, catorce de la parroquia de San Andrés; las magníficas pinturas sobre talla, originales de Juan de Juanes, que existían en la de San Nicolás, siendo también muchas las que hizo para Inglaterra, Francia y otros estados. Entre los hijos de este artista se encontró el también pintor Salvador Martínez Cubells. Murió el 19 de enero de 1895 en Valencia.